# Girlfriend Experience
Girlfriend Experience (GFE) is een term voor een seksuele ontmoeting waarin zowel de cliënt als de prostituee deelnemen aan wederzijds seksueel genot en een zekere mate van emotionele intimiteit. De prostituee doet alsof ze de vriendin is van de cliënt. Een Girlfriend Experience is een ervaring in het grensgebied tussen een financiële transactie en een romantische relatie. Als de prostitué mannelijk is, wordt er gesproken van een Boyfriend Experience. 

## Girlfriend Experience als bijzondere vorm van prostitutie
Bij de Girlfriend Experience is er een breder scala aan vormen van persoonlijke interactie dan bij een ontmoeting met een traditionele callgirl of escort. Veelal ligt de focus niet alleen op het hebben van seks, maar gaat het om een wijdere erotische ervaring. De prostituee probeert een authentiek erotisch gevoel te doen ontstaan, waardoor het besef dat het om prostitutie gaat naar de achtergrond verdwijnt. Girlfriend Experience omvat interacties in de vorm van het voeren van gesprekken, genegenheid en het wederzijds bieden van seksueel genot. Een GFE kan beginnen met een diner in een restaurant, gevolgd door samen naborrelen op de bank thuis bij de klant en eindigen met knuffelen en vrijwillige seks die het gevoel van een (volwaardige) relatie geeft. Girlfriend en Boyfriend Experiences kunnen ook onveilige seks inhouden, wat een extra risico op soa's kan inhouden.

## Cliënten
De meeste Girlfriend Experience-"relaties" tussen een prostituee en een cliënt beginnen tegenwoordig online via het internet, waar de prostituee haar diensten aanbiedt. De cliënt is behalve naar seksuele handelingen vaak ook op zoek naar sociale interactie, daten en/of uitgaan. Veel klanten zoeken een vorm van intimiteit zonder op zoek te zijn naar een vaste relatie. Tot op zekere hoogte worden ook schuldgevoelens en moeite met of angst voor een vaste relatie ontweken. Vaak ziet men wel dat er, meer dan bij ´gewone´ prostitutie, een vaste klantrelatie ontstaat: dezelfde klant blijft vaak bij dezelfde prostituee terugkomen.